# Pangrapta hampsoni
Pangrapta hampsoni là một loài bướm đêm trong họ Erebidae.